# Dublińczycy

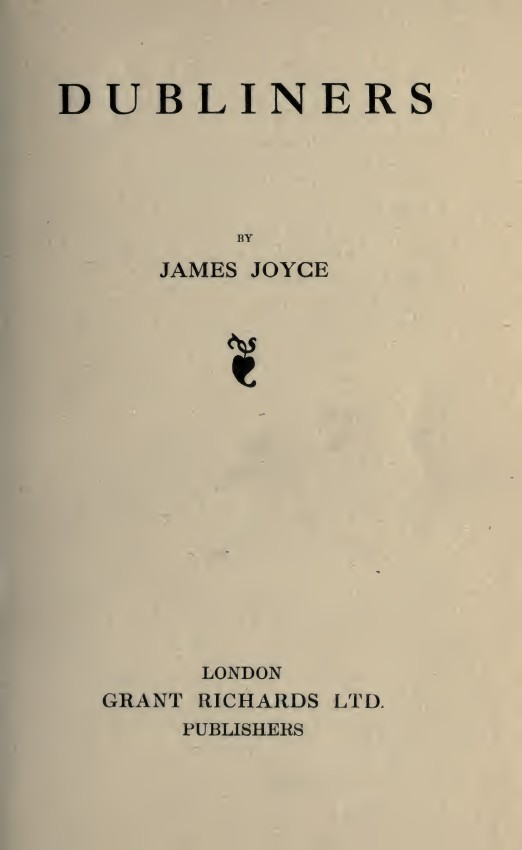
Dubliners, 1914

Dublińczycy (ang. Dubliners) – zbiór piętnastu opowiadań autorstwa Jamesa Joyce’a opublikowany w 1914. Autor, uznany później za pioniera techniki strumienia świadomości, korzystał tutaj z nieco bardziej realistycznej stylistyki. Opowiadania stanowią opis życia mieszkańców Dublina. Wiele postaci w nich występujących pojawiło się później w opus magnum Joyce’a – Ulissesie. Pozycja ta jest uważana za ważne dzieło XX-wiecznej nowelistyki.
Opowiadania w Dublińczykach: „Siostry”, „Spotkanie”, „Arabia”, „Ewelina”, „Po wyścigach”, „Dwaj rycerze”, „Pensjonat”, „Chmurka”, „Umowa Bodley&Kirwan”, „Wróżby”, „Przypadek godny ubolewania”, „Liść bluszczu”, „Matka”, „Łaska boża”, „Zmarli”.